# 定子山站
定子山站位于中华人民共和国江西省南昌市新建区经开区昌北大道与曰修路交叉口东南侧，是南昌地铁1号线的地铁车站。

## 车站结构
定子山站为地下二层岛式站台车站，车站总长304米，车站宽度18.3米，风亭数量3个，总建筑面积21673.79平方米，其中地上10040.05平方米，地下20669.74平方米。
本站站前预留了赣江新区（儒乐湖）支线的空间。原计划建业大道站—昌北机场站将会拆分予8号线（2020年规划编号），而赣江新区方向将成为1号线的主线，1号线与8号线在本站以东数百米的昌北大道与经开大道交叉口另设一座车站进行换乘；目前规划中，建业大道站—昌北机场站将不再拆分，而赣江新区方向则成为支线。

### 楼层
| 1层  | 地面               | 出入口                         |  |  |
| -1层 | 站厅               | 自动售票机、客服中心           |  |  |
| -2层 |                    | █ 1号线 往昌北机场（建业大道） |  |  |
|      | 岛式站台，左侧开门 |                                |  |  |
|      |                    | █ 1号线 往麻丘（冠山）         |  |  |

### 出入口
| 编号                   | 指示 | 照片 | 建议前往的目的地 |
| ---------------------- | ---- | ---- | ---------------- |
| 出口 · 1L              |      |      |                  |
| 3-1                    |      |      |                  |
| 3-2                    |      |      |                  |
| 出口 · 4L · 升降机标志 |      |      |                  |
| 註： 設有              |      |      |                  |

## 历史
本站在二期规划调整公示时称作曰修路站，环评及建设时称作北山站，正式站名则定位定子山站。
2021年9月26日，车站开工。
2022年9月18日，车站主体结构封顶，是1号线东延段第二座封顶的车站。
2022年9月23日北山站至建业大道西站（拆分井）区间右线盾构机“豫章一号”顺利始发
2023年2月24日建业大道西站（拆分工作井）～北山站盾构区间右线顺利接收，盾构机掘进至拆分工作井接收后转场至北山站二次始发
2025年6月28日，车站随1号线东延段开通而启用。